# Cyrtandra prattii
Cyrtandra prattii là một loài thực vật có hoa trong họ Tai voi. Loài này được Gillespie mô tả khoa học đầu tiên năm 1930.